# KVC Nokere-Kruishoutem

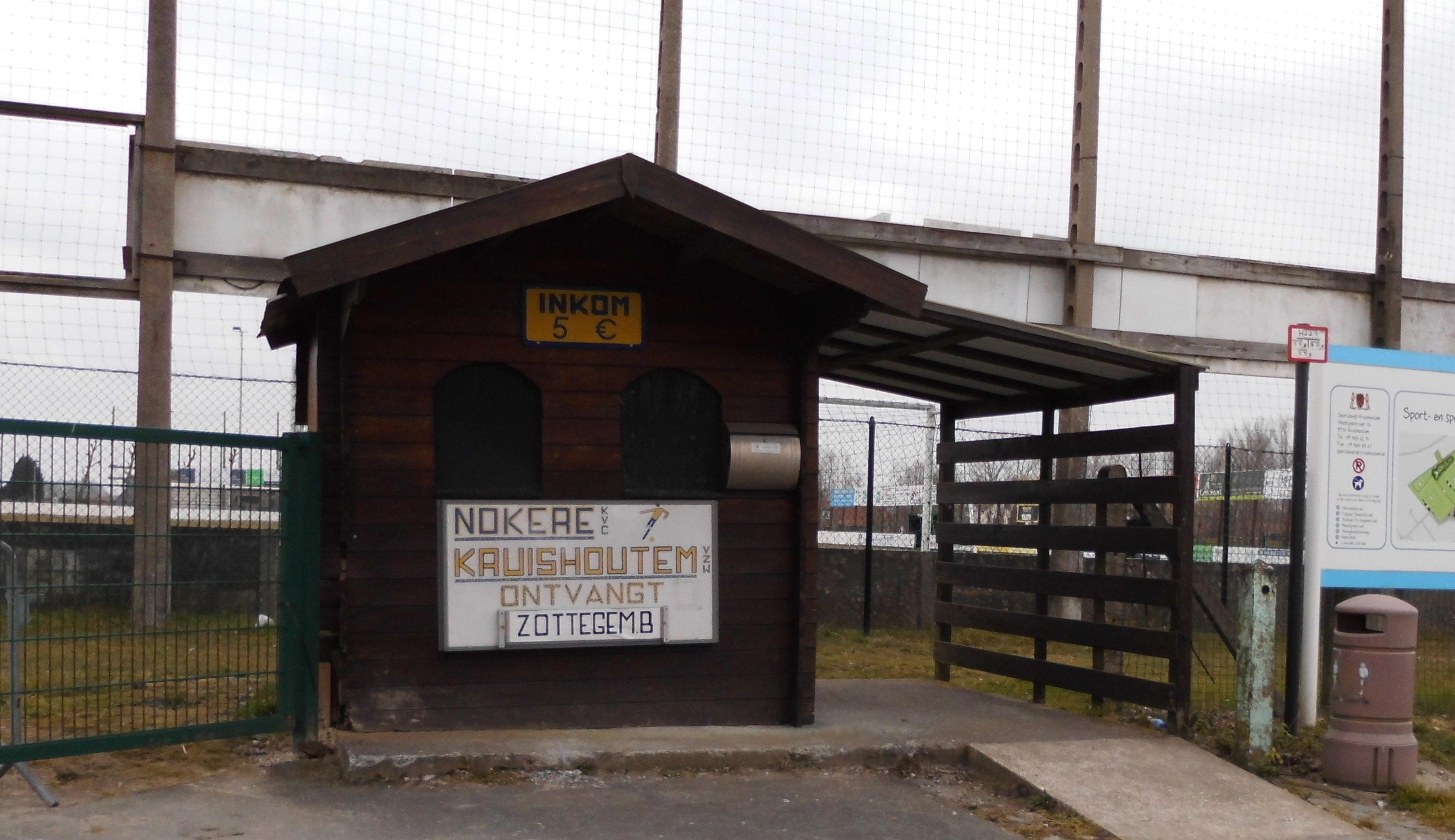
Ticketbalie

KVC Nokere-Kruishoutem is een Belgische voetbalclub uit Kruishoutem, een deelgemeente van Kruisem. De club is bij de KBVB aangesloten met stamnummer 3246 en heeft geel en blauw. De eerste ploeg speelt zijn thuiswedstrijden op het recreatiedomein De Kerkakkers in Kruisem. De club heeft echter ook nog een terrein gelegen in de Waregemstraat in Nokere, bovenop Nokereberg.

## Geschiedenis
In het begin van de Tweede Wereldoorlog sloot SK Kruishoutem zich aan bij de Belgische Voetbalbond onder stamnummer 3246. De ploeg ging in de provinciale reeksen spelen. Kruishoutem bleef daar de volgende decennia spelen en raakte er ooit tot op het hoogste provinciale niveau, Eerste Provinciale. KSK Kruishoutem had geel en zwart als clubkleuren.
In 2009 ging men samen met KSV Jupiter Nokere. Jupiter Nokere speelde aanvankelijk in concurrerende amateurbonden, tot de club zich begin jaren 90 aansloot bij de KBVB onder stamnummer 9264. In 2005 legde in Ronse voetbalclub Club Sparta Ronse de boeken neer. Deze club was in 1944 aangesloten bij de voetbalbond met stamnummer 4181 en speelde in de provinciale reeksen. Jupiter Nokere nam het stamnummer van Ronse over en speelde nu onder stamnummer 4181 verder als KSV Jupiter Nokere, tot 2009. 
De clubs uit Kruishoutem en Nokere gingen vanaf 2009 samen verder als KVC Nokere-Kruishoutem onder stamnummer 3246 van Kruishoutem. De clubkleuren wel geel en blauw.

## Resultaten
| Seizoen | Klasse | Klasse | Klasse | Klasse | Klasse | Klasse | Klasse | Klasse | Klasse | Reeks                                                    | Punten                                                   | Opmerkingen                                              |
|         | I      | I      | II     | III    | IV     | P.I    | P.II   | P.III  | P.IV   |                                                          |                                                          |                                                          |
| ------- | ------ | ------ | ------ | ------ | ------ | ------ | ------ | ------ | ------ | -------------------------------------------------------- | -------------------------------------------------------- | -------------------------------------------------------- |
| 2009/10 |        |        |        |        |        |        |        |        | 2      | Vierde prov. O-Vl. B                                     | 76                                                       | Promotie                                                 |
| 2010/11 |        |        |        |        |        |        |        | 7      |        | Derde prov. O-Vl. C                                      | 45                                                       |                                                          |
| 2011/12 |        |        |        |        |        |        |        | 2      |        | Derde prov. O-Vl. C                                      | 59                                                       |                                                          |
| 2012/13 |        |        |        |        |        |        |        | 7      |        | Derde prov. O-Vl. C                                      | 49                                                       |                                                          |
| 2013/14 |        |        |        |        |        |        |        | 15     |        | Derde prov. O-Vl. B                                      | 25                                                       | Degradatie                                               |
| 2014/15 |        |        |        |        |        |        |        |        | 1      | Vierde prov. O-Vl. C                                     | 73                                                       | Kampioen                                                 |
| 2015/16 |        |        |        |        |        |        |        | 12     |        | Derde prov. O-Vl. C                                      | 38                                                       |                                                          |
|         | 1A     | 1B     | 1Nat   | 2Afd   | 3Afd   | P.I    | P.II   | P.III  | P.IV   | Vanaf 2016-17 zijn er 3 nationale en 2 regionale niveaus | Vanaf 2016-17 zijn er 3 nationale en 2 regionale niveaus | Vanaf 2016-17 zijn er 3 nationale en 2 regionale niveaus |
| 2016/17 |        |        |        |        |        |        |        | 6      |        | Derde prov. O-Vl. C                                      | 51                                                       |                                                          |
| 2017/18 |        |        |        |        |        |        |        | 1      |        | Derde prov. O-Vl. C                                      | 69                                                       | Kampioen                                                 |
| 2018/19 |        |        |        |        |        |        | 13     |        |        | Tweede prov. O-Vl. B                                     | 31                                                       |                                                          |
| 2019/20 |        |        |        |        |        |        | 11     |        |        | Tweede prov. O-Vl. B                                     | 28                                                       | Competitie stopgezet na speeldag 25 door COVID-19.       |
| 2020/21 |        |        |        |        |        |        | -      |        |        | Tweede prov. O-Vl. B                                     | -                                                        | Geen competitie door COVID-19.                           |
| 2021/22 |        |        |        |        |        |        | 11     |        |        | Tweede prov. O-Vl. B                                     | 32                                                       |                                                          |
| 2022/23 |        |        |        |        |        |        | 4      |        |        | Tweede prov. O-Vl. B                                     | 52                                                       |                                                          |
| 2023/24 |        |        |        |        |        |        | 3      |        |        | Tweede prov. O-Vl. B                                     | 52                                                       |                                                          |
| 2024/25 |        |        |        |        |        |        | 1      |        |        | Tweede prov. O-Vl. B                                     | 65                                                       | Kampioen                                                 |
| 2025/26 |        |        |        |        |        |        |        |        |        | Eerste prov. O-Vl.                                       |                                                          |                                                          |